# Guarapari
Guarapari város Brazíliában, Espírito Santo államban. Lakosainak száma 124 656 fő (2022). Guarapari Vila Velha, Anchieta, Viana, Espírito Santo, Alfredo Chaves és Marechal Floriano községekkel határos.

## Népesség
A település népességének változása:
| Lakosok száma | 88 400 | 121 506 | 126 701 | 128 504 | 124 656 |
|               | 2000   | 2016    | 2020    | 2021    | 2022    |